# Rijksbeschermd gezicht Maastricht Uitbreiding
Gezicht Maastricht Uitbreiding is een van rijkswege beschermd stadsgezicht in het stadsdeel Wyck in Maastricht in de Nederlandse provincie Limburg. De procedure voor aanwijzing werd gestart op 16 augustus 1989. Het gebied werd op 30 september 1996 definitief aangewezen. Het beschermd gezicht beslaat een oppervlakte van 31,8 hectare.
Panden die binnen een beschermd gezicht vallen krijgen niet automatisch de status van beschermd monument. Wel zal de gemeente het bestemmingsplan aanpassen om nieuwe ontwikkelingen in het gebied te reguleren. De gezichtsbescherming richt zich op de stedenbouwkundige en cultuurhistorische waardering van een gebied en wil het toekomstig functioneren daarvan veiligstellen.